# Осипов, Кирилл Никифорович
Кири́лл Ники́форович О́сипов (бел. Кірыл Нікіфаравіч Осіпаў; 2 февраля 1907 — 16 августа 1975) — советский офицер, участник Великой Отечественной войны. Герой Советского Союза (15 августа 1941 года). Полковник.

## Биография
Осипов К. Н. родился в деревне Зборов (ныне — Рогачёвский район) в крестьянской семье. Белорус. В 1918 году окончил трёхклассную церковно-приходскую школу, а значительно позднее — семь классов. Работал в райкоме комсомола в Жлобине.
В Красную Армию вступил в ноябре 1929 года. В 1931 году вступил в ВКП(б). В 1935 году окончил артиллерийское училище. Участвовал в советско-финской войне.
Участвовал в Великой Отечественной войне с июня 1941 года. Осипов являлся секретарём партбюро 245-го гаубичного артиллерийского полка (37-я стрелковая дивизия, 19-я армия, Западный фронт), когда, будучи старшим политруком, оказался в окружении. Осипов в составе группы войск генерал-лейтенанта И. В. Болдина с боями пытался выйти из окружения. В августе 1941 года, перейдя линию фронта, совместно с лейтенантом А. П. Дубинцом, смог наладить связь с Коневым И. С., при его участии был разработан и осуществлён план соединения группы с войсками Красной Армии. Вернувшись обратно в немецкий тыл, передал план совместной операции по прорыву немецкого фронта генералу Болдину. 15 августа 1941 года Осипову К. Н. было присвоено звание Героя Советского Союза.
В 1942—1943 годах он служил в штабе партизанского движения при Военном совете Западного фронта. В январе 1944 года вновь прибыл на передовую, будучи назначен заместителем командира артиллерийского полка, а в январе 1945 года став и командиром 597-го артиллерийского полка 159-й стрелковой дивизии 5-й армии. Принял участие в Белорусской и Восточно-Прусской наступательных операциях. Был ранен в июле 1944 года под Вильнюсом. В августе 1945 года участвовал в войне против Японии, когда вся 5-я армия была переброшена на 1-й Дальневосточный фронт.
Продолжил после войны службу в армии. В 1947 году окончил Высшую офицерскую артиллерийскую школу. В марте 1955 года уволен в запас в звании полковника.
Жил в Гомеле. Скончался 16 августа 1975 года. Был похоронен на Давыдовском кладбище, где в 1976 году на его могиле установили обелиск.

## Награды и звания
- Герой Советского Союза (15.08.1941, медаль «Золотая Звезда» № 381)[3]
- Два ордена Ленина (15.08.1941[3], 26.10.1955)
- Два ордена Красного Знамени (30.09.1945, 15.11.1950)
- Орден Александра Невского (9.02.1945)
- Орден Отечественной войны I степени (26.06.1944)
- Орден Красной Звезды (3.11.1944)
- Медаль «За боевые заслуги» (20.05.1940)
- Медаль «Партизану Отечественной войны» I степени (9.07.1943)
- Медаль «За оборону Москвы» (вручена в 1944)
- Другие медали СССР[4]

## Память
- В честь Осипова К. Н. названа одна из улиц Гомеля (Железнодорожный район)[5], на которой Герой жил в послевоенное время.
- В Гомеле на одноимённой улице на доме № 1 установлена мемориальная доска.
- Имя К. Н. Осипова носит школа в деревне Зборов Рогачёвского района Гомельской области[6].
- В Рогачёве в честь К. Н. Осипова на Аллее Героев установлен памятный знак.
- Стела в честь К. Н. Осипова установлена на Аллее Героев в Гомеле (ул. Советская)[7][8].